# Florimont-Gaumier
Florimont-Gaumier település Franciaországban, Dordogne megyében. Lakosainak száma 163 fő (2022. január 1.). Florimont-Gaumier Saint-Martial-de-Nabirat, Bouzic, Campagnac-lès-Quercy, Salviac és Saint-Aubin-de-Nabirat községekkel határos.

## Népesség
A település népességének változása:
| Lakosok száma | 252  | 181  | 164  | 140  | 142  | 144  | 142  | 147  | 149  | 163  |
|               | 1968 | 1982 | 1990 | 2006 | 2013 | 2015 | 2017 | 2019 | 2020 | 2022 |